# Канудо, Риччото
Риччото Канудо ( Ricciotto Canudo, 2 января 1877, Джойя дель Колле, провинция Бари — 10 ноября 1923, Париж) — итальянский и французский писатель, эссеист, музыковед, критик и теоретик киноискусства. Считается основоположником кинотеории как таковой. Писал на французском языке.

## Биография
Канудо родился в Джойя дель Колле (провинция Бари) 2 января 1879 года. С 1902 года жил в Париже (французские друзья в шутку звали его — по месту рождения — «барижанином»). Входил в круги художественного авангарда, вёл раздел итальянской литературы в журнале Меркюр де Франс. В 1911 опубликовал статью-манифест Рождение седьмого искусства, где назвал кино «пластикой в движении» и «ребенком машины и чувства» (позднее, в 1919, он назвал шестым искусством танец, а кино присвоил имя седьмого искусства — этот термин вошёл в широкое употребление).
Примыкал к футуризму, издавал в Париже литературно-художественный журнал Монжуа (фр. Montjoie — средневековый боевой клич и девиз французских королей), учредил Понедельники журнала, когда в редакции собирался весь цвет парижского авангарда, — на них бывали Аполлинер, Сандрар, Фарг, Д'Аннунцио, Маринетти, Жорж Брак, Леже, Делоне, Равель, Сати, Онеггер, Мийо, Стравинский и др. Организовал в редакции в 1913 небольшую выставку работ Шагала. В посвященной этой выставке статье называл художника «самым блестящим колористом» среди живописцев авангарда.

Снимался фильм, где действовали художники. Одного из них изображал я. Все мы были учениками в школе маститого живописца. Не помню уж, он ли сам или один из учеников влюбился не то в натурщицу, не то в заказчицу.

Участник Первой мировой войны, был ранен. За воинскую доблесть награждён французским Военным крестом и орденом Почётного легиона.
В статье Защитим искусство кино! (1920) отстаивал независимость киноискусства от давления рынка и коммерческих интересов кинопромышленников. Выпускал Газету семи искусств (1920), основал Клуб любителей кино (1921, распался в 1924). Клуб, который посещали Кокто, Кавальканти, Эпштейн и Л’Эрбье, считается первым киноклубом в истории. Существует портрет Канудо работы Пикассо (1923).

## Творчество
Выпустил несколько романов, книг стихов, сборников эссеистики.

## Посмертная судьба
В настоящее время Канудо рассматривается как один из первых теоретиков кино, основателей киноэстетики. В 1977 в Италии прошла международная конференция, посвященная его столетию. Действует Фонд Риччото Канудо, среди прочего издающий его сочинения и книги о нем. Опубликована его переписка с Аполлинером, монография о творческих взаимоотношениях сo Стравинским.

## Издания
- La ville sans chef. Paris, 1910
- Music as a religion of the future. London, 1913
- L’usine aux images. Paris, 1926 (сборник эссе о киноискусстве, переизд. Paris: Séguier, 1995)
- Manifeste des sept arts. Paris: Séguier, 1995.

## Публикации на русском языке
- Манифест семи искусств [1911]// Из истории французской киномысли. М.: Искусство, 1988, с.20-24